# سیارک ۱۷۱۰۲
سیارک ۱۷۱۰۲ (به انگلیسی: 17102 Begzhigitova، نامگذاری:1999JB41) هفده هزار و صد و دومین سیارک کشف شده‌است که در ۱۰ مه ۱۹۹۹ کشف شد.
قدر مطلق سیارک برابر ۱۴.۱ است.